# Higashiyama, Kyōto
Higashiyama (東山区 Higashiyama-ku) là quận thuộc thành phố Kyōto, phủ Kyōto, Nhật Bản. Tính đến ngày 1 tháng 10 năm 2020, dân số ước tính của quận là 36.602 và mật độ dân số là 4.900 người/km2. Tổng diện tích của quận là 7,48 km2.

## Giao thông

### Đường sắt
- JR West
  - Tuyến Nara

- Kyōto
- Tofukuji
- Kizu